# Hypsanacis socoromae
Hypsanacis socoromae là một loài tò vò trong họ Ichneumonidae.